# Macina
|  | Per a altres significats, vegeu «Macina (Etòlia)». |

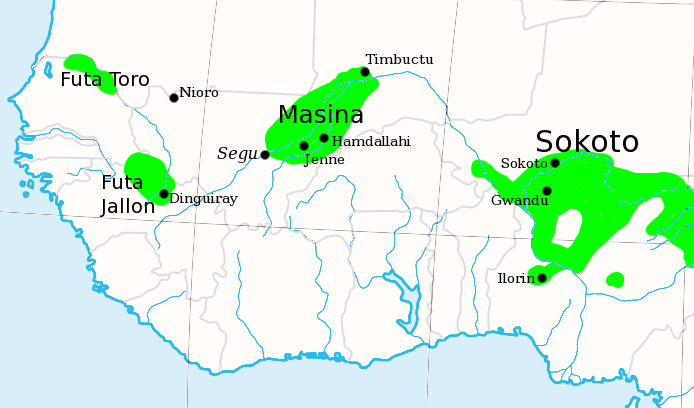
Els estats de la gihad fulani d'Àfrica occidental, vers 1830.

Macina, Masina o Massina fou un imperi creat pels fulbe (fulanis) al Sahel africà.

## Història
Maga Diallo va fundar l'imperi al segle xiv. Els seus sobirans (ardo) van resistir als songhai del rei (sonni) Ali Ber i després van caure sota domini marroquí a través del governador de Gao (1595-1599). Al final del segle xviii es van trobar entre les invasions bambara i l'expansió dels tuaregs i fou llavors quan Ahmadu Lobbo (Seku Ahmadu que vol dir Xeic Ahmad), un predicador i reformador social fulani (fulbe), inspirat pels recents aixecaments de musulmans fulanis seguidors d'Usman Dan Fodio en els estats hausses, va començar a augmentar els esforços pel ressorgiment religioós en la seva terra natal. Al començament de la lluita va crear el lideratge i el 1818 Seku Ahmadu va desfermar la gihad contra l'Imperi Bambara. L'imperi es va expandir ràpidament, conquerint Djenné el 1819 i l'establiment d'una nova capital a Hamdullahi (Glòria de Déu) el 1820. Ahmadu es va titular xeic i no "ardo" con els antics reis.
A la cúspide del poder de l'Imperi, un exèrcit de 10.000 home estava estacionat a la ciutat, i Seku Ahmadu va ordenar la construcció de sis-cents madrasses per promoure la difusió de l'Islam. L'alcohol, el tabac, la música i el ball van ser prohibits de conformitat amb la llei islàmica, mentre que un sistema de benestar social es cuidava de vídues i orfes. Una interpretació estricta dels preceptes islàmics contra l'ostentació va dur Ahmadu a ordenar que la Gran Mesquita de Djenné fos abandonada, i totes les mesquites futures va ordenar que fossin construïdes amb sostres baixos i sense decoració o minarets. Un dels èxits més perdurables fou un codi que regula l'ús de la regió del delta interior del Níger per ramaders fulani i diverses comunitats agrícoles.
En 1825, Seku Ahmadu va conquistar Tombuctú. Va morir el 1845, deixant el control de l'Imperi Massina al seu fill, Ahmadu II, que va ser succeït pel seu fill Ahmadu III. En 1862, el tuculor al-Hadjdj Umar Tall amb els seus trenta mil guerrers tuculor va llançar un atac contra Macina des de la base que acabava d'assegurar a Ségou. Després d'una sèrie de batalles sagnants, va vèncer a Saewal i va entrar a Hamdullahi el 16 de març de 1862. Ahmadu III va ser capturat i condemnat a mort. La resistència va continuar breument sota Ba Lobbo, germà d'Ahmadu III, que el 1864 va aconseguir derrotar els tukulor i al-Hadjdj Umar va morir a l'explosió de les municions a la gruta de Deguembere, però el seu nebot Ahmad al-Tidjani, va derrotar a Ba Lobbo i es va assegurar el poder posant final efectiu a l'Imperi de Massina.
Després de la mort d'Umar el 1864, va governar Ahmad ibn Ahmad al-Tijani (1864 - 1887) i després d'un breu govern de Said ibn Umar al-Tafsir (fill d'al-Hadjdaj Umar) (1888 - 1891) va pujar al tron el seu germà Muniru ibn Umar. Aquest fou assassinat pel seu germà Ahmad ibn Umar, rei de Ségou expulsat poc abans pels francesos, contra els que va combatre.

## Conquesta francesa

### Conquesta de Djenne
Archinard fou advertit que Ahmadu de Macina estava incitant una revolta a Minianka i tanmateix a Sansanding i Diafarabé on estaven les canoneres de la flotilla del Níger sota el tinent de vaixell Boiteux). La flota havia estat sota el comandament de Hourst fins al 1891, que llavors va tornar a França deixant el comandament al seu segon, e insígnia de vaixell Briffaud, fins que va arribar el seu successor, el tinent de vaixell Lagarde, que fou encarregat d'estudiar la navegabilitat entre Sotuba i Falaba per veure si es podia enllaçar el Niger amb Benty. Lagarde va morir de febre groga a Kita i Briffaud va conservar el comandament interí. Finalment el nou comandant de la flotilla fou el tinent de vaixell Boiteux, que va arribar el febrer de 1893.
Archinard va marxar llavors sobre la rebel Minianka. Va mobilitzar a les guarnicions de Sansanding i de Bammako que, amb la de Ségou i les seves pròpies tropes formaven una columna important: 
- Estat major amb el comandant Klobb (ascendit a aquest grau el setembre de 1892, abans capità) com a cap i el capita Gautheron de sotscap, i els tinents Gamier i Baudot (mort l'agost al tornar a Burdeus) com adjunts; a més hi havia el doctor Colomb i el secretari particular del comandant superior, Ponty.

- Cavalleria amb un escamot de spahis regulars sota el capità Baurès; cent spahis auxiliares sota el capità Blachère; i amb els tinents Arago i Laurens d'Oiselay.

- Artilleria amb una secció de 96 mm sota el capità Huvenoit i una secció de 80 mm sota el capità Livrelli.

- Infanteria, dos companyies de tirador sudanesos: la 5ª sota el capita Maillot i el tinent Babonneau; i la 6ª sota el capità Lespiau i el tinent Demars. Quatre companyies de tiradors auxiliars (la 1ª sota el tinent Frèrejean, com acap i amb el tinent Tavernier i el sots tinent Pégoud (mort el 19 de maig de 1893); la 2ª amb el tinent Bouverot, cm a cap i el tinent de Mars; la 3ª amb el tinent Freyss com a cap i els tinents Bocher i Pecon de Laforest; i la 4ª amb el capità Cogniard i els tinents Dugast i Benedetti.

- Comboi, manat per l'ajudant Rault. El tinent coronel Déporter, encarregat pel govern d'aprendre l'àrab anava a la columna però va morir el juny a Sokolo.

A finals de març la columna va creuar el riu Bani a Garo, es va unir a Bla amb la companyia Freyss, probablement destacada anteriorment i va arribar a Kentiéri, una de les principals viles rebels, que fou atacada amb artilleria mentre el capità Maillot, al front d'una secció de tiradors va rebutjar bandes rebels per l'esquerra. El coronel va ordenar bombardejar la tata tota la nit esperant evitar un assalt sagnant i finalment la tata fou evacuada pels defensors. Aterrida per aquest exemple, M'Pésoba, el centre de Minianka, es va rendir sense lluita; en endavant totes les poblacions va oferir la rendició incondicional i es va acabar la lluita. Els caps peuls que havien fomentat la revolta foren afusellats en part com a revenja per l'assassinat de l'explorador tinent Huillard.
La columnes van arribar tot seguit a Dougouélo on el 6 de desembre de 1892 el tinent Cailleau va establir una guarnició, i tot seguit va penetrar al Bendougou, que era un territori aliat. Archinard es va dirigi aleshores de Ségou cap a Ouoloni, enfront de Fani, amb dos peces d'artilleria; de Fani va passar a San, població sota protectorat francès (establert pel comandant Monteil) on foren ben rebuts. Allí van saber que Djenne (Djenné) havia obert les seves portes als tuculors i aquests hi havien construït una ciutadella el comandament de la qual fou confiat a Alpha Moussa, lloctinent d'Ahmadu. Archinard es va dirigir a Djenné per Koro i Touana on va travessar el Bani i l'11 d'abril va acampar a la zona a la vora de la població.
Djenné era una de les grans ciutat comercials musulmanes, reunint totes les riqueses del Sudan per dirigir-les cap a Tombuctú per intercanviar-les per sal vinguda del Sàhara. Els seus habitants no volien la guerra sinó el comerç. La ciutats estava sota un turó la cresta del qual estava coronada per un mur en terra emmerletada i traspassada per moltes portes; un riu d'entre 10 i 40 metres d'ample, que es podia creuar en alguns punts, rodejava l'altura. Archinard va dirigir alguns parlaments als habitants de Djenné que li van refusar l'accés a la ciutat; les bateries van començar el foc dia i nit; el 12 d'abril al matí una bretxa es va obrir a la porta principal i dues altres a la dreta i a l'esquerra de l'anterior. La secció de Babonneau va avançar i fou rebuda a trets; Archinard va decidir un assalt en regla. Es va iniciar un nou bombardeig (durant el qual fou ferit a la cama el capità Huvenoit) i finalment les columnes d'atac van travessar el riu, van escalar el turó sostinguts per l'artilleria. La companyia de Freyss va entrar la primera sota el tinent Bocher; el defensors foren rebutjats cap a un petit encreuament de carrers; la secció de Laforest no va tardar a arribar. Freyss fou ferit greument i el tinent Dethir, que el volia ajudar també fou ferit; els tuculors van passar a l'atac però foren rebutjats pel tinent Bocher i finalment els van poder desallotjar de la posició. Mentre la companyia de Lespiau s'establia a l'esquerra; els tuculors van contraatacar però Lespiau va resistir amb ajut de l'escamot de Benedetti (de la companyia de Cogniard) i finalment va rebutjar als atacants.
A l'extrem esquerre la companyia de Cogniard va prendre posicions; el tinent Dugast fou ferit però va arribar al cim del turó, on fou auxiliat pel tinent Baudot però no van poder evitar la mort de Dugast d'un tret. La companyia Cogniard es va fer mestressa de la part esquerra de Djenné i de fet això assegurava la ciutat; després es van liquidar els reductes de resistència i la tata d'Alpha Mousa; aquest darrer fou ferit però va poder fugir a Bandiagara. La plana fou netejada pel capità Blachère. Rault, que dirigia un comboi de piragües, va capturar una flotilla que marxava cap a Tombuctú. Finalment els notables de Djenné es van rendir i van declarar que havien hagut de resistir sota pressió dels tuculors. Djenné va pagar una indemnització de guerra i una companyia va quedar allí de guarnició manada pel capità d'artilleria Gautheron. Els francesos van tenir 2 oficials i 11 tiradors morts i 6 europeus i 51 indígenes ferits, mentre els tuculors van perdre 510 homes. Gautheron va iniciar la construcció d'un fort al lloc de l'antiga fortalesa tuculor.

### Conquesta de Mopti
Abans de retornar a Ségou, Archinard va considerar anar fins a Mopti per intimidar a Ahmadu. Va enviar les ordres oportunes al tinent de vaixell Boiteux de reunir-se amb ell a Mopti amb les canoneres i el 14 d'abril va avançar cap aquesta destinació. Al saber això, Madani, fill d'Ahmadu, que governava la població, va enviar una columna de reconeixement de 200 cavallers cap a Diena o Djena; els spahis la van trobar i la van rebutjar cap a Mopti. Madani va fugir cap a Bandiagara. Els francesos van instal·lar una posició militar a Djena.
Després van creuar el Bani i van seguir per la riba dreta amb la flotilla del Níger i el 17 d'abril van entrar a Mopti on foren ben rebuts pels peuls; alguns escamots van anar a patrullar als poblats veïns mentre la companyia de Frèrejean i la secció de Babonneau van dispersar als tuculors que intentaven un retorn a la vila. Les rendicions van arribar a Archinard d'arreu. Aguibou (antic sultà de Dinguiray) fou presentat com el nou sultà de Macina.

### Conquesta de Macina/Bandiagara
Archinard no pensava anar més enllà de Mopti però va saber que Ahmadu avançava cap a Kori-Kori on estava reunint un nombrós exèrcit per barrar el pas dels francesos cap a Bandiagara, i estava disposat a lluitar fins a la mort. Archinard va considerar llavors millor ocupar Bandiagara i acabar la conquesta de Macina aquell mateix any. Va enviar a Boiteux a Ségou a buscar peces d'artilleria de 96 mm i quan va tornar es va dirigir a Bandiagara (26 d'abril)
El 27 d'abril va arribar al peu del turó de Kori-Kori, fortament defensat; va acampar de nit en quadrat per evitar un atac sorpresa; a la nit un centenar d'homes dirigits per Aly-Boury, antic rei del Djolof, van atacar als acampats però foren rebutjats, patint serioses pèrdues. L'endemà les tropes van avançar cap al cim del turó mentre els spahis netejaven els flancs i el terreny endavant; es va produir un fort intercanvi de trets entre els defensors del turó i els atacants, i finalment els francesos es van imposar; els tuculors van deixar uns 40 homes sobre el camp mentre els francesos només van tenir alguns ferits.
Archinard ja no tenia res davant seu i amb la major part de les forces va marxar sobre Kori-Kori on va saber que Ahmadu havia concentrat el seu exèrcit a Kouni-Kouni. El spahis van avançar per reconèixer el terreny i no van trobar cap rastre dels enemics; van arribar fins a Tilé (12 kilòmetres més enllà de Kori- 
Kori). El 29 d'abril van seguir endavant cap a Bandiagara i aquell mateix dia va saber que Ahmadu havia abandonat la seva capital el dia abans. Poc després Archinard entrava a Bandiagara mentre els spahis s'asseguraven d'evitar concentracions d'enemics a la rodalia.
Els caps locals i els caps tuculors es van sotmetre. Aguibou va establir la seva capital a Bandiagara on es va instal·lar com a guarnició als spahis auxiliars i a la 2ª companyia d'auxiliars, sota les ordres del capità Blachère. L'àlmamy de Dia, el cap dels peuls de Macina, i les poblacions del Djenneri, del Pondory i del Bendougou van acceptar el domini francès. Els mossis van enviar protestes de la seva amistat; Ali Kari del Bocé va enviar regals i al-Hadjdj Bougoumi des de Nampala va oferir la pau, però al saber que el capità Gogniard era a Sokolo, no hi va anar en persona i es va retirar cap a Diafara i Léré i els seus partidaris van començar a reclamar un nou cap. Finalment el Bassikounou i totes les terres fins a Oualata es van sotmetre a França.
El 5 de maig la columna francesa va retornar a Mopti i Djenné, des d'on, via Say, Mérou i la riba esquerra del Níger, van retornar a Ségou (20 de maig). A Djenné, el coronel Archinard va saber que Ahmadu s'havia refugiat a Douentza on intentava reclutar gent per reprendre l'ofensiva, i va destacar cap a Bandiagara una companyia de tiradors per ajudar al capità Blachère a expulsar al sultà més lluny. Blachere va atrapar als tuculors a Douentza el 19 de maig i va matar a 103 homes (pel seu costat només va tenir alguns ferits incloent el tinent Arago). Ahmadu es va allunyar cap a l'Hombori i va citar als seus partidaris a Dalla a uns 55 km a l'est. El capità va marxar cap a Dalla però Ahmadu es va poder escapar mercès que 20 guerrers van lluitar fins a la mort per facilitat la fugida del seu cap. La tropa francesa va perseguir als tuculors 30 km més però finalment, amb els cavalls molt cansats, va retornar a Bandiagara. Entre els seus presoners la família d'Ahmadu. La companyia de reforç va retornar a Djenné. Blanchere va morir poc després de disenteria

### Fugida d'Ahamdu
En els següents dos anys Ahmadu va anar a Dori on va intentar enverinar al cap local i ocupar el seu lloc; fou expulsat de la població i va fugir per un terreny poc hospitalari, de vila en vila, fins a Torodi on els Peuls li van barrar el camí i es va haver de dirigir al nord; va arribar a Ouro-Gueladjio, al país de Yagha (maig de 1895), i es va apoderar poc després de Larba, al Songhay independent, terres que pertanyien als tuareg Logomaten. Aquests van acudir al lloc i van infringir als tuculors una sagnant derrota, recuperant la població. Ahmadu estava en molt mala situació quan per sort per a ell, el cap de Say li va concedir lliure pas pel seu territori, podent així creuar el Níger i arribar a Djerma on fou ben acollit pels habitants que li van assignar Dounga com a residència. Allí va seguir planejant activitats contra els francesos que se'l tornaran a trobar quan van conquerir Say.

## Front d'alliberament
El gener de 2015 va aparèixer un Front de Libération du Macina (FLM), grup salafista gihadista amb l'objectiu de restablir l'imperi de Macina. El seu cap és Hammadoun Kouffa, un marabut radicalitzat que havia cooperat amb les forces gihadistes que van dominar Tombuctú durant la independència plena de l'Azawad. El 2017 es va fusionar amb la branca del Sahara d'Al-Qaida del Magrib Islàmic, Ansar Dine i Al-Mourabitoun formant Jama'at Nasr al-Islam wal Muslimin.

## Sobirans
Ardo, després shaykhs:
1. Maga Diallo vers 1400-1404
2. Birahim I 1404-1424
3. Ali I 1424-1433
4. Kanta 1433-1466
5. Ali II 1466-1480
6. Nguia 1480-1510
7. Sawadi 1510-1539
8. Ilo 1539-1540
9. Amadi Sire 1540-1543
10. Hammadi I 1543-1544
11. Bubu I 1544-1551
12. Ibrahim 1551-1559
13. Bubu II 1559-1583
14. Hammadi II 1583-vers 1595
15. Hammadi II 1599-1603
16. Bubu II 1603-1613
17. Ibrahim II 1613-1625
18. Silamaran 1625-1627
19. Hammadi III 1627-1663
20. Hammadi IV 1663
21. Ali III 1663-1673
22. Gallo 1673-1675
23. Gurori I 1675-1696
24. Gueladio 1696-1706
25. Guidado 1706-1761
26. Hammadi V 1761-1780
27. Ya Gallo 1780-1801
28. Gurori II 1801-1810

- Xeics de Macina (Masina)

1. Ahmadu I (Ahmadu Lobbo) 1810-1845
2. Ahmadu II 1845-1853
3. Ahmadu III 1853-1862
4. Ba Lobbo 1863-1865

- A l'Imperi Tukulor d'al-Hadjdj Umar 1862-1864

1. Ahmad ibn Ahmad al-Tijani (nebot d'al-Hadjdj Umar) 1864-1887
2. Said ibn Umar al-Tafsir 1887-1888
3. Muniru ibn Umar 1888-1891
4. Ahmad ibn Umar 1891-1893

- a França 29 d'abril de 1893